# Парасюк Володимир Зіновійович
Володи́мир Зіно́війович Парасю́к (нар. 9 липня 1987, с. Майдан, Жовківський район, Львівська область) — активіст Євромайдану, учасник російсько-української війни. Народний депутат України 8-го скликання, позафракційний. Після 22 лютого 2022 військовий Збройних Сил України.

## Життєпис
Народився 9 липня 1987 року. Батько — Зіновій Олексійович Парасюк, був вояком батальйону «Дніпро-1».
Навчався на факультеті електроніки Львівського національного університету імені Івана Франка за спеціальністю «Фізична та біомедична електроніка». Після 3 курсу на літній сесії був відрахований з університету, оскільки не склав екзамен з теоретичної фізики. Після поновлення в університеті перевівся на Економічний факультет де здобув ступінь бакалавр за напрямком підготовки «Економіка підприємства» та отримав кваліфікацію «Бакалавр з економіки підприємства». Через рік захистив диплом і отримав ступінь спеціаліст (магістр) за напрямком «Облік і оподаткування».
Також закінчив Дніпропетровський державний університет внутрішніх справ за спеціальністю «Правознавство»
Був членом Конгресу українських націоналістів. В період навчання в університеті був гравцем команди КВН «Еталон» (Львів).
На Майдані був першого дня, серед членів його сотні був також і його батько. В ході протистояння 18-20 лютого сотнику Парасюку з самооборонцями вдалося зайти у приміщення консерваторії й не допустити захоплення приміщення силовиками.
Безпартійний, позафракційний. Неодружений.
Під час війни на сході України — командир 4-ї роти батальйону «Дніпро-1» Головного управління Міністерства внутрішніх справ України в Дніпропетровській області. Брав участь у боях за Маріуполь. Був в Іловайську і під час виходу з міста отримав поранення. Потрапив в полон до російської армії. За допомогою побратимів і власних хитрощів його не впізнали, а згодом разом з іншими бійцям був переданий «Червоному хресту».
З перших днів повномасштабного вторгнення військовий Збройних Сил України.

## Промова 21 лютого 2014
Увечері 21 лютого 2014 Парасюк вийшов на сцену Євромайдану після виступу представників парламентської опозиції (Кличка та інших), які оприлюднили ультиматум Януковичу від Майдану, та заявив, що якщо політики до 10:00 22 лютого не виступлять з заявою, щоб Янукович йшов у відставку з посади Президента України, вони підуть на штурм зі зброєю.
У ЗМІ та українському суспільстві поширена думка, що саме промова Володимира Парасюка стала переломною в ході єврореволюції, а його ультиматум стосувався не тільки Януковича, але й опозиційних депутатів. Сам В. Парасюк однак вважає переломним сам факт утворення Майдану, а своє рішення вийти на сцену згодом пояснював так:
Після демобілізації з батальйону «Дніпро -1» Володимир Парасюк був обраний до Верховної Ради України у мажоритарному 122 окрузі, що охоплює Жовківський та Яворівський райони Львівської області. Став членом Комітету з питань запобігання і протидії корупції.
Після приходу до влади опозиційних лідерів Володимир Парасюк неодноразово говорив про необхідність контролю влади, необхідність набирати до уряду професіоналів й недопущення «сценарію 2004 року». В той же час у травні В. Парасюк підкреслював, що Майдан має бути «в голові у кожного, а не в центрі Києва».

## Участь у російсько-українській війні
Боєць батальйону «Дніпро-1» Головного управління Міністерства внутрішніх справ України в Дніпропетровській області. Під час боїв потрапив в оточення — «Іловайський котел». Зі слів заступника голови Дніпропетровської ОДА Бориса Філатова, Володимир Парасюк при спробі виходу з оточення був контужений та отримав поранення голови. Разом з іншими українськими солдатами він потрапив у полон до російських військових. За його словами у полоні, через поранення та вимащене кров'ю обличчя, Володимирові вдалося залишитись неідентифікованим, спецслужбами РФ. Вони передали полонених до чеченських підрозділів, представники яких намагалися принижувати полонених, — спробували зірвати у Володимира нагрудного хреста, однак Парасюк завадив їм у цьому, сказавши, що це подарунок матері. Далі Володимира та інших полонених було передано російським десантникам та вивезено до Росії, де працівники ГРУ провели ще один допит, втім особу Парасюка знову не ідентифікували і оскільки за збігом обставин зв'язку з Москвою не було, а отже не було можливості перевірити особи полонених, росіяни передали його та інших «владі ДНР». Потрапивши до терористів, Парасюк з побратимами зазнавали морального та фізичного насильства, але без катування. За збігом обставин в той час до штабу терористів прибула знімальна група російських ЗМІ, що вплинуло на їх поведінку — знущання повністю припинилися і змінилися на показово привітне відношення. Далі українські військові провели обмін близько 200-т українських військових, серед яких був Парасюк, на полонених російських терористів. Впродовж всього цього часу ніхто не впізнав Володимира.

## Повномасштабне вторгнення росії
З перших днів повномасштабного вторгнення росії Володимир Парасюк мобілізувався до лав Збройних Сил України. Брав участь у звільненні Київщини. Його підрозділ також залучався на Харківщині, Луганщині, Донеччині, Херсонщині. В боях за місто Сєвєродонецьк отримав поранення. Після реабілітації повернувся до служби в Збройних Силах України.

## Волонтерська діяльність
Разом з побратимами Парасюк є засновником ГО «Центр допомоги та підтримки військовим». Також спільно з благодійним фондом Save Lives Together займався забезпеченням українських військових автомобілями та усім необхідним спорядженням. В період 2015—2016 років добровольчим батальйонам та ЗСУ було передано близько 50-ти автомобілів та 5 реанімобілів.

## Парламентська діяльність

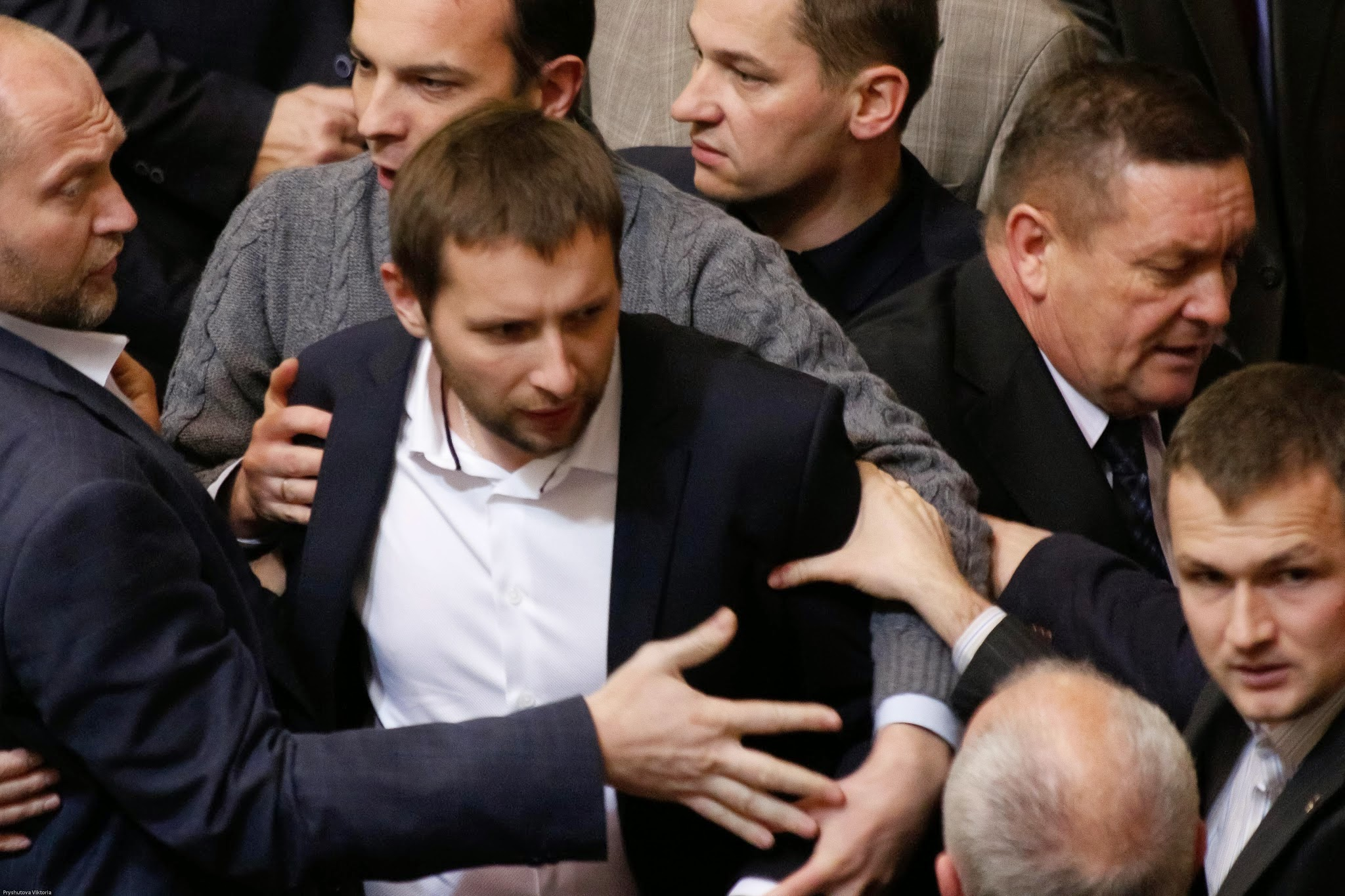
Парасюк у Верховній раді, 4 грудня 2014

На позачергових виборах до Верховної ради України у 2014 році балотувався як самовисуванець по 122 одномандатному виборчому округу (Жовківський та Яворівський райони, Львівської області). Переміг з результатом 56,56 %, випередивши кандидата, що зайняв 2 місце аж на 46 %. Неодноразово виступав за зняття депутатської недоторканності.
Увійшов до Комітету з питань запобігання та протидії корупції. Позиціонує себе як опозиційний, безпартійний, позафракційний депутат.
На початок 2018 року подав більше 100 законопроєктів у ВР. Долучився до створення законопроєкту про Національне антикорупційне бюро та законопроєктів, що стосуються новостворених антикорупційних органів.

## Кримінальні справи
19 листопада під час засідання комітету Верховної Ради Парасюк вдарив ногою в голову генерала СБУ Василя Пісного, бо той, дозволив собі поглузувати і висловити припущення, що саме він більше «зробив» для Майдану, аніж Парасюк. Як відомо, у ЗМі є численна кількість розслідувань та публікацій про статки та сумнівне кримінальне минуле Василя Пісного. Пісний написав заяву в ГПУ, після чого проти Парасюка було порушено кримінальну справу за статтею 345 Кримінального кодексу — «погроза або насильство щодо працівника правоохоронного органу». Стаття передбачає санкцію у вигляді обмеження волі до 5 років. Вчинок Парасюка підтримав лідер «Радикальної партії» Олег Ляшко.
У 2015 році Парасюка звинуватили у викраденні працівника СБУ. Хоча сам Парасюк запевняв, що впіймав працівника на гарячому, коли той вимагав хабаря у голови Жовківського лісгоспу. Через два роки цього ж працівника СБУ Ігоря Масика затримали на хабарі у 10 000 тисяч доларів.
22 вересня 2016 — Парасюк влаштував бійку з депутатом Верховної Ради України Олександром Вілкулом та пошкодив машину останнього. Бійка між Парасюком і Вілкулом сталася після ефіру «Вечірнього прайму» в будівлі телеканалу «112 Україна». Після завершення ефіру Парасюк дочекався під студією свого опонента і завдав удару по голові. Депутатів розняла охорона. Пізніше Парасюк пошкодив автомобіль Вілкула, який перебував на парковці телеканалу, і влаштував словесну перепалку з водієм автомобіля.
В грудні 2019 слідчий комітет РФ відкрив криманільне провадження щодо колишнього нардепа Ігоря Мосійчука, якого звинувачували в нападі на київське посольство РФ в березні 2016. Разом з Мосійчуком росіяни хочуть притягнути до відповідальності за «напад» інших колишніх депутатів Андрія Лозового та Володимира Парасюка.

## Торгівельна блокада
Наприкінці січня 2016 року ветерани АТО, а також депутати Семен Семенченко, Єгор Соболєв та Володимир Парасюк ініціювали блокування залізничних та автошляхів з метою припинення незаконної торгівлі з окупованими територіями. Після трьох місяців блокади, а також під тиском українського суспільства, президент Порошенко запропонував РНБО ухвалити рішення про повну зупинку транспортного сполучення з окупованими територіями.

## Захист інтересів власників автомобілів на іноземній реєстрації
Подав кілька законопроєктів про врегулювання питання автомобілів на іноземній реєстрації. Закликав українців купувати та їздити на таких автомобілях.

## Захист українських військовослужбовців у судах
Разом з побратимами Парасюк їздить на судові засідання, що стосуються українських військових ЗСУ та добровольчих батальйонів. За його словами він вже взяв на поруки близько 30-ти військовослужбовців, котрих несправедливо обвинувачують у скоєнні злочинів.

## Санкційний список і кримінальна справа в росії
У листопаді 2018 року прем'єр-міністр Росії Дмитро Медведєв підписав документ про введення спеціальних економічних заходів щодо 322 українців і 68 українських компаній. Зокрема, до списку санкцій потрапив й позафракційний депутат Володимир Парасюк.
«Крім того, що я потрапив у цей список, у Росії є слідчий комітет, який вже давно відкрив проти мене кримінальні провадження, вони там заочно розслідуються, виносяться якісь рішення і так далі. Тобто це не перші юридичні „стосунки“ в мене з країною агресором. Мені вже давно туди заборонений в'їзд. Все це сприймаю ці сміхом», — пояснив Парасюк.
У 2023 році російський суд оголосив про заочний вирок Володимиру Парасюку за акцію біля Генконсульства рф у Львові у 2016 році. За даними російських слідчих, Парасюк незаконно проник на територію Консульства, де зірвав з флагштока державний прапор російської федерації, вийшов із ним за межі російської закордонної установи, публічно кинув на землю і за участю невстановлених осіб розтоптав його ногами та спалив.
Так, російський суд заочно призначив Парасюку покарання у вигляді 11 років тюрми.

## Відставка Генерального прокурора Юрія Луценка
6 листопада, під час виступу у Верховій Раді Генеральний прокурор Юрія Луценко заявив, що подає заяву про відставку. Кнопку «За» в рейтинговому голосуванні натиснули 38 нардепів, серед яких  Володимир Парасюк, проти — 110, утримались 11, ще 173 не голосувало. Загалом голосів не вистачило, відтак Луценко залишився і надалі на посаді Генерального прокурора України.

## Критика президента Порошенка
Володимир Парасюк негативно висловився про звучання гімну націоналістів на форумі «Від Крут до Брюсселя. Ми йдемо своїм шляхом», де Президент Порошенко заявив, що буде балотуватися вдруге на пост Президента, президентський з'їзд назвав «бридким видовищем».
«Якби зараз був живий Євген Коновалець, Степан Бандера чи Роман Шухевич, більша половина цього форуму була б залучена до вищої міри покарання», — заявив Парасюк.
Варто відзначити, що в міжнародному праві під термінологією «Вища міра покарання» мається на увазі страта. Також він жорстко розкритикував учасників президентського форуму.

## Підтримка Національного антикорупційного бюро
Володимир Парасюк став на захист НАБУ на відміну, від інших провладних депутатів. На його думку, створення такого незалежного антикорупційного органу є великим проривом для Україні.
"Ми розуміємо, що корумпована Генпрокуратура постійно ставить їм палки у колеса і заважає розслідуванням. Це можна сказати і про СБУ, яке має відділи по боротьбі з корупцією. Адже нові органи ведуть справи проти топ-корупціонерів, які маючи мільярдні статки, не можуть «порішати» ті чи інші справи.
На одному із засідань Комітету з питань запобігання і протидії корупції він звернувся до представників правлячої коаліції на чолі з президентом Порошенком. «Спробуєте знищити НАБУ, ви такий майдан від суспільства отримаєте, що вам світу буде мало куди тікати. Тому що це остання надія людей вірити в те, що в країні борються з корупцією», — заявив нардеп.
2015 Парасюк долучився до створення законопроєкту, котрим у своїй діяльності керується Національне антикорупційне бюро. Виступав за створення антикорупційного суду.

## Передача Вифлеємського вогню миру на українсько-польському кордоні
Щороку в період різдвяних свят на українсько-польському кордоні «Краковець-Корчова» Володимир Парасюк бере участь у традиційній міжнародній духовній акції, урочистій передачі Вифлеємського вогню Миру. Разом із народним депутатом Парасюком українську сторону представляють духовенство різних конфесій, сестри-монахині, голови Яворівських РДА та районної ради, з польської сторони -  чисельна делегація з Підкарпатського воєводства, Ярославського та Любачівського повітів РП, у складі яких духовенство, керівники, школярі-харцери та їхні наставники, прикордонники, митники. Учасники урочистої передачі Вифлеємського вогню Миру спільно моляться за щасливе Різдво та мир в Україні, за результативну міжнародну співпрацю та міцність дружніх стосунків українців та поляків.

## Реєстрація на вибори в нардепи на 21 липня 2019 року
Було відмовлено ЦВК. Оскаржував через адмінсуди. Номер справи 855/167/19. Суд вимоги відхилив, Парасюк не став кандидатом в нардепи.
Причина відмови в реєстрації: недійсна довіреність Андрія Фединяка, помічника Парасюка через те, що не була вказана дата надання довіренності за якою Фединяк вносив заставу за Парасюка.

## Відзнаки
Як рядовий спецбатальйону міліції «Дніпро-1» Володимир Парасюк нагороджений:
- наказом Міністра внутрішніх справ України Арсена Авакова «За мужність і хоробрість, проявлені в бою з противником» в ході АТО на сході України іменною холодною зброєю Міністра внутрішніх справ
- нагрудним знаком МВС України «За відзнаку в службі».

Урядові нагороди були вручені прем'єр-міністром України Арсенієм Яценюком.

## Сім'я
- Має сина [30]
- Сестра також служить у війську, в піхотній бригаді [30]